# Kilian
Kilian, även Killian och Cillian, är ett ursprungligen irländskt mansnamn. Namnet var förr populärt i Sverige men har sedan 1900-talets början minskat ganska avsevärt i popularitet. 31 december 2011 fanns det 127 manliga bärare av namnet Kilian, Killian eller Cillian i Sverige, varav 60 med det som tilltalsnamn. Av barnen födda år 2002 var det två stycken pojkar som fick namnet och av dessa fick två det som tilltalsnamn. 
Sankt Kilian var en iro-skotsk missionär som antas ha varit den förste som predikat kristendom i Franken. Han led martyrdöden i Würzburg år 689. Namnets ursprung är oklart. Det kan vara en härledning av det gaeliska ordet för kyrka alternativt krig.

## Kända personer med namnet Kilian
- Kilian Stobæus d.ä, 1690-1742
- Kilian Stobæus d.y., 1717-1792
- Halldór Kiljan Laxness, isländsk författare
- Kilian Zoll, konstnär
- Cillian Murphy, irländsk skådespelare
- Killian Peier, schweizisk backhoppare (1995–)